# Die Dubarry (film 1951)
Die Dubarry è un film del 1951 diretto da Georg Wildhagen e (non accreditato) Reinhold Schünzel. Il personaggio di Madame du Barry qui viene interpretato dal soprano ungherese Sari Barabas.

## Produzione
Il film fu prodotto dalla Fama-Film e dalla Standard-Filmverleih.